# Николаевка (Татарский район)
Николаевка — село в Татарском районе Новосибирской области. Административный центр Николаевского сельсовета.

## География
Площадь села — 454 гектаров.

## Население
| 2002 | 2007 | 2010 |
| ---- | ---- | ---- |
| 682  | ↗690 | ↘573 |

## Инфраструктура
В селе по данным на 2007 год функционируют 1 учреждение здравоохранения и 1 учреждение образования Архивная копия от 12 мая 2018 на Wayback Machine.